# Svarta solen (symbol)

Symbolen för den "svarta solen" avbildad som på golvet i norra tornet på slottet Wewelsburg. I denna form dök den upp för första gången på 1930-talet i Nazityskland.

Den svarta solen eller svart sol (tyska: Schwarze Sonne) är en typ av solhjulssymbol med ursprung i Nazityskland och på senare tid även använd av nynazister och andra högerextrema individer och grupper. Symbolen består av tolv radiella sigrunor, liknande de symboler som SS använde i sin logotyp. Symbolen dök först upp i Nazityskland som ett designelement i slottet Wewelsburg, som fungerade som ett centrum för organisationen SS. 
Det är okänt om designen hade ett namn eller hade någon speciell betydelse inom SS. Kopplingen till det ockulta har sitt ursprung i en tysk roman från 1991, Die Schwarze Sonne von Tashi Lhunpo (Den svarta solen av Tashi Lhunpo), skriven av den pseudonyma författaren Russel McCloud. Boken kopplar samman mosaiken i slottet Wewelsburg med det nynazistiska konceptet "Svarta solen", som uppfanns av den tidigare SS-officeren Wilhelm Landig som ett substitut för det nazistiska hakkorset. Landigs idé om en svart sol var att den fungerade som en motpol till den vanliga solen. Energikällan som var så stark att den kunde fungera som motpol mot solen var enligt honom den energikälla som skulle förnya och åter väcka liv i den ariska rasen. Landigs idéer blev populära inom Völkisch-rörelsen och kom därmed i kontakt med nationalsocialismen via prominenta figurer inom bägge rörelserna som intresserade sig för hans idéer, främst Heinrich Himmler. 
Symbolen är idag populär inom vit makt-miljön, ofta använd som ett alternativ till nazistiska hakkorset. Det finns dock liknande symboler och idéer om en svart sol i många kulturer, och sådana förekomster bör alltid analyseras i ett sammanhang, eftersom de inte nödvändigtvis är avsedda att tjäna som en symbol för vit överhöghet eller rasism.

## Mosaiken i Wewelsburg och nazisttiden

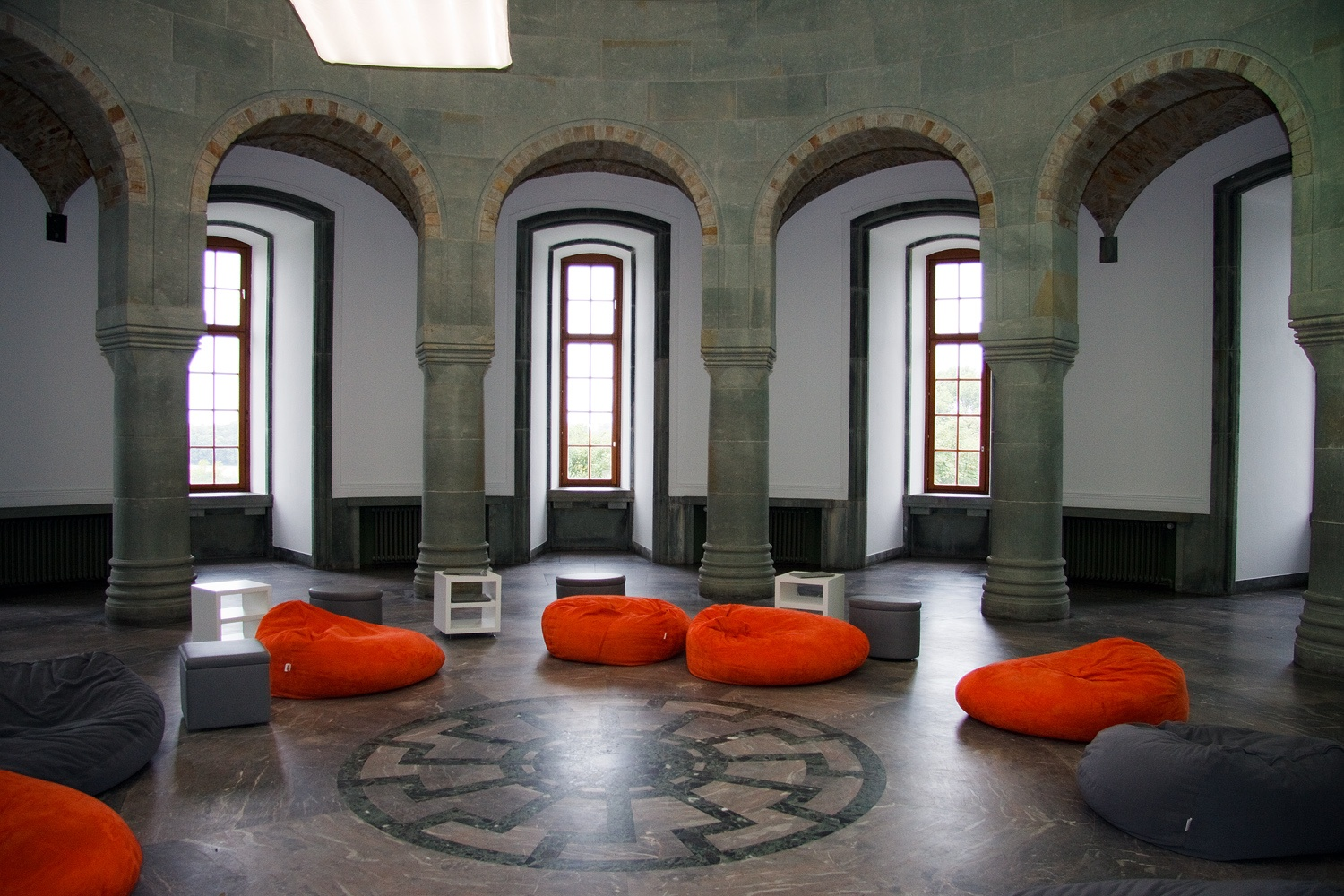
Bild över mosaikens placering i Wewelsburg

Symbolen som senare blev känd som den "svarta solen" har sitt ursprung i början av 1900-talet, där den första avbildningen var Wewelsburg-mosaiken. 1933 förvärvade chefen för SS, Heinrich Himmler slottet Wewelsburg, byggd från 1603 till 1609 i närheten av Paderborn i den tyska regionen Westfalen. Himmler hade för avsikt att göra byggnaden till ett centrum för SS, och mellan 1936 och 1942 beordrade Himmler att byggnaden skulle byggas ut och byggas om för administrativa och ceremoniella ändamål. Himmlers ombyggnad inkluderade bland annat Wewelsburg-mosaiken som bestod av tolv mörkgröna radiellt överlagda sigrunor på det vita marmorgolvet i strukturens norra torn, känt som "Generalsalen" (Obergruppenführersaal). Symbolens avsedda betydelse i sammanhanget är fortfarande okänd.

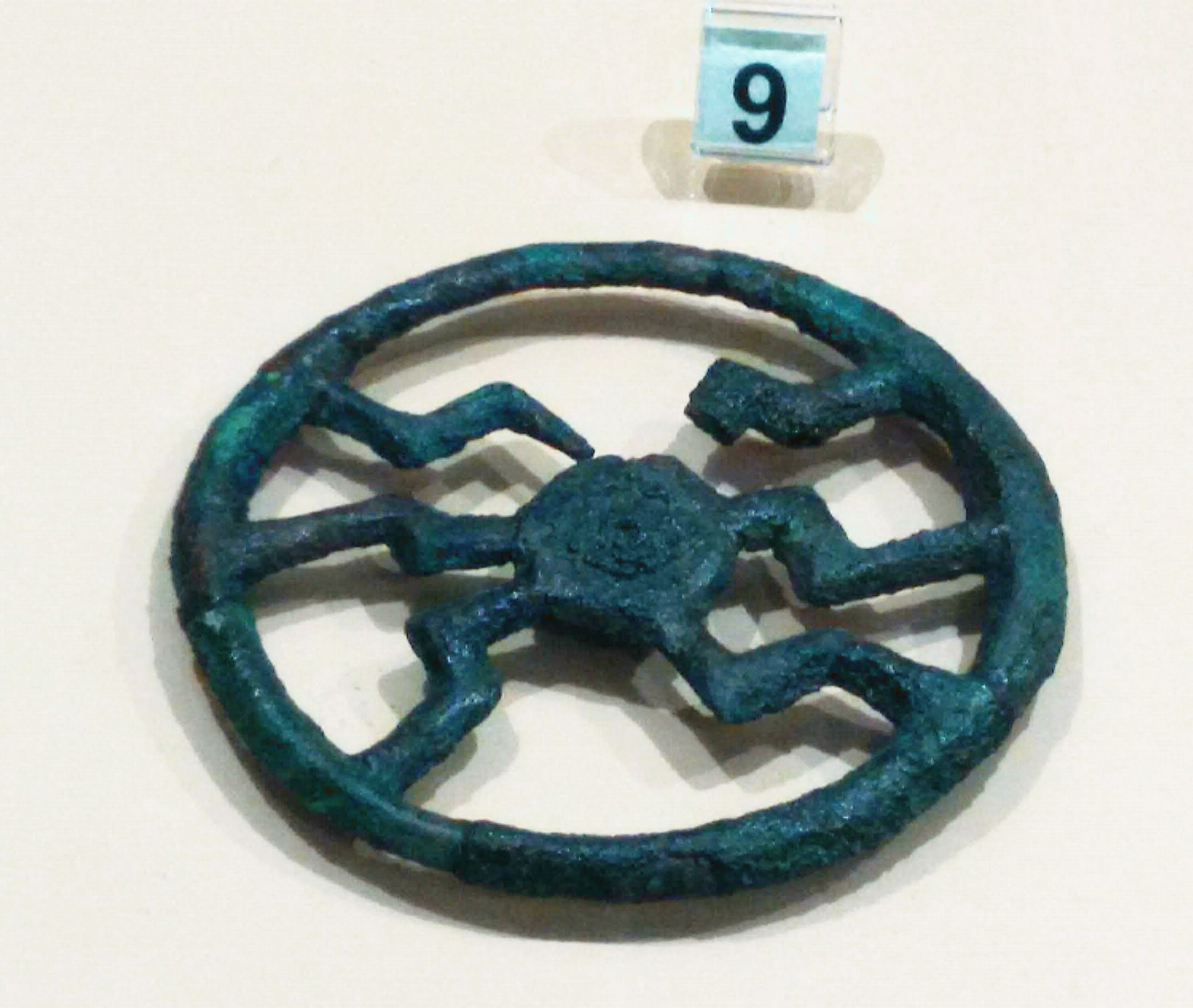
Dekorativ skiva från Villanova

Vissa forskare har föreslagit att konstnären kan ha hittat inspiration från motiv som finns på dekorativa merovingertidskivor (Zierschreiben), som har föreslagits representera solen, eller hur den passerar genom året.

## Nynazism och extremhöger

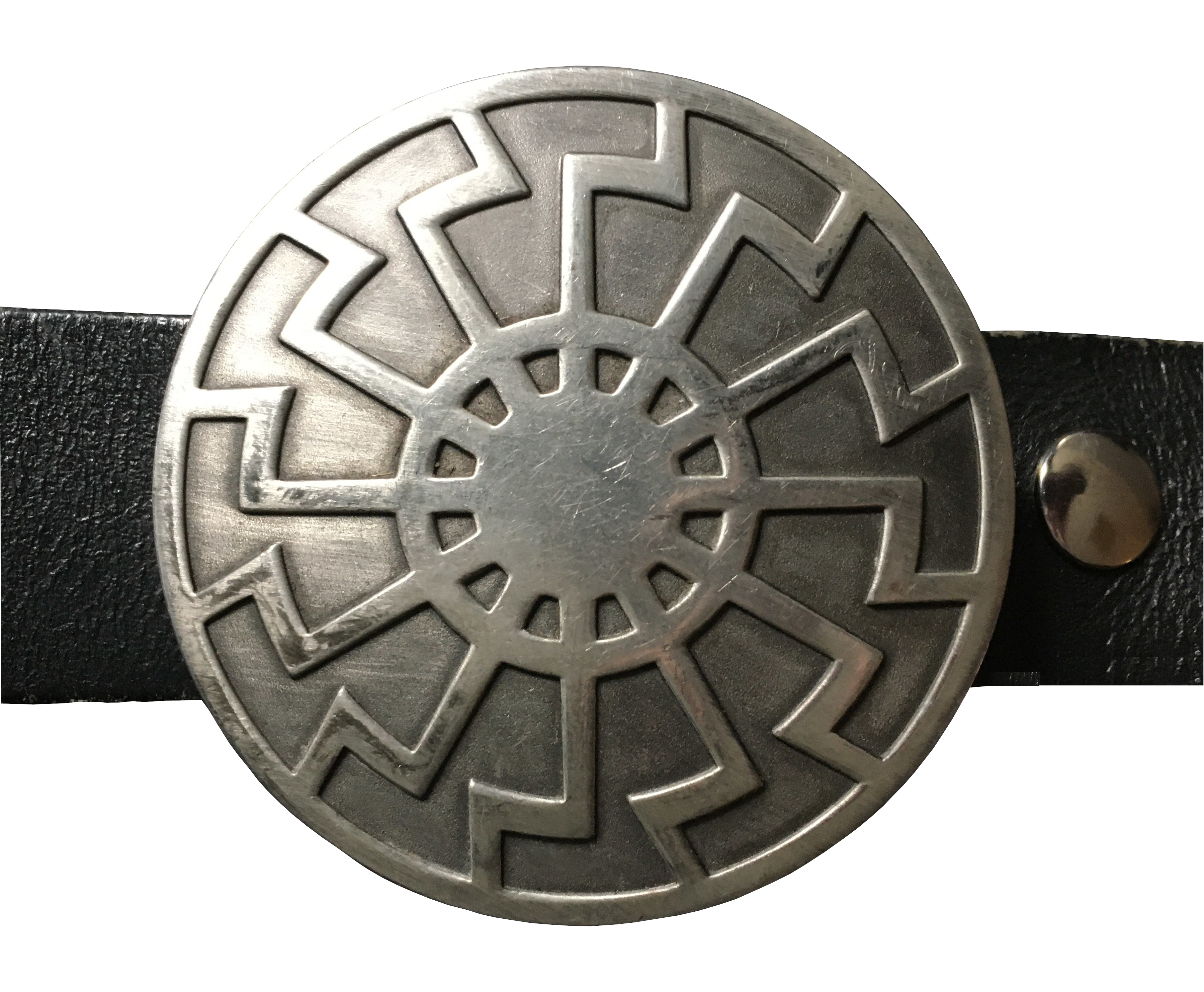
Ett läderbälte med den svarta solens symbol som bältesspänne.

Från slutet av 1900-talet och framåt blev användandet av symbolen inom nynazistiska kretsar mer och mer utbredd. Symbolen förekommer ofta på flaggor, t-shirts, affischer, webbplatser och i extremistiska publikationer som är förknippade med sådana grupper. Moderna nynazistiska grupper refererar ofta till symbolen som solhjulet eller Sonnenrad.
Namnet "Svart sol" eller "Svarta Solen" blev allt mer förekommande inom nynazistiska kretsar efter publiceringen av den ockulta thrillerromanen Die Schwarze Sonne von Tashi Lhunpo (Den svarta solen av Tashi Lhunpo), skriven av den pseudonyme författaren Russel McCloud 1991. Boken kopplar samman Wewelsburg-mosaiken med det nazistiska konceptet om den "svarta solen", uppfunnet av den tidigare SS-officeren Wilhelm Landig som en symbol för en mystisk energikälla som var tänkt att förnya den ariska rasen.
Flera högerextrema grupper och individer har använt och använder symbolen i sin propaganda, bland annat gärningsmannen bakom skjutningen i Christchurch-moskén, Brenton Tarrant och den australiensiska nynazistiska gruppen Antipodean Resistance. Symbolen förekom även bland medlemmar i flera högerextrema grupper inblandade i Unite the Right-rally demonstrationen i Charlottesville, Virginia.
Tillsammans med andra symboler från nazisttiden som varghaken, dödskallen och olika typer av runor används den svarta solen även av nynazistiska anhängare av satanism. Symbolen används även av vissa moderna hedniska grupper som missförstår symbolen som att den har sitt ursprung i antika skandinaviska eller slaviska kulturer.

## Azovbataljonen

Tidigare symbol för Azovbataljonen

Den ukrainska Azovbataljonen som grundades 2014 har använt symbolen som en del av sin logotyp. Statsvetaren Ivan Gomza skriver att de nynazistiska konnotationerna symbolen för med sig i logotypen går förlorade för de flesta människor i Ukraina, eftersom logotypen främst har en koppling till "en framgångsrik stridsenhet som skyddar Ukraina." Under den ryska invasionen av Ukraina 2022 twittrade Nato ett foto på en kvinnlig ukrainsk soldat för den internationella kvinnodagen. Soldaten bar en symbol på sin uniform som "tycks vara den svarta solens symbol". Efter att ha tagit emot klagomål från användare av sociala medier tog NATO bort tweeten och sa "Inlägget togs bort när vi insåg att det innehöll en symbol som vi inte kunde verifiera som officiell".

## Övriga användningsområden

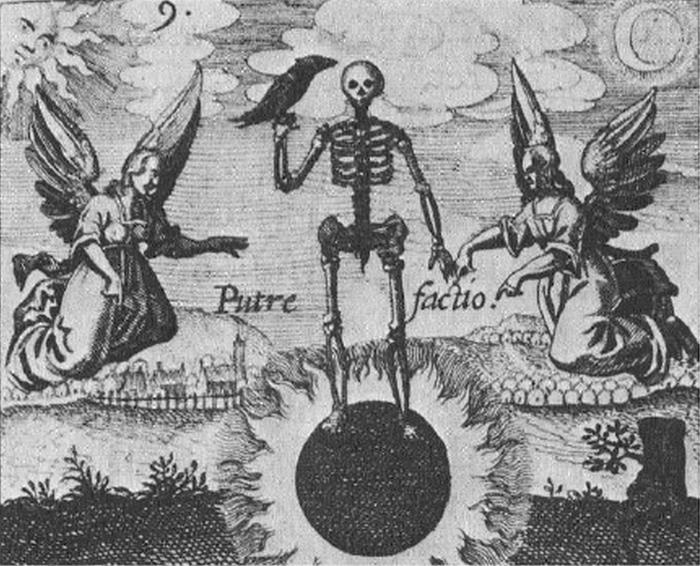
"Svart sol", avbildad i boken "Philosophia Reformata" (1622) av kompositören och alkemisten Johann Daniel Milius

Enligt Freedom House- initiativet Reporting Radicalism används den svarta solen också av vissa moderna hedniska och satanistiska grupper som en esoterisk symbol. De noterar vidare att symbolen ibland används som en moderiktig, estetisk symbol, eller missförstås som att den har sitt ursprung i antika skandinaviska eller slaviska kulturer.
Konceptet om en svart sol som en motpol till den vanliga solen är i sig inte en nazistisk idé utan förekommer även i andra kulturer. Symbolen för den svarta solen som den är känd idag är dock helt skapad ur nationalsocialismen rasistiska idéer och ses av de flesta nynazister som en symbol för ett ariskt energicentrum. Symbolen används även i vissa sammanhang som ett alternativ till hakkorset eftersom den inte är lika välkänd och därmed inte för med sig samma negativa konnotationer.